# 撒滿哈失里
撒滿哈失里（?—?），又作撒满答失里，明朝女真毛怜卫首领。猛哥不花的儿子，古伦氏。
明宣宗宣德四年（1429年），承袭父亲职务为都督佥事，掌管毛怜卫。多次向明朝朝贡。宣德十年（1435年），晋升为都督同知。明英宗正统二年（1437年），入朝进贡珠五百颗，请求留居京师效力，朝廷让他回到毛怜卫守卫边疆。正统七年（1442年），入朝请印，明朝朝廷补给，晋升他为右都督。